# アンヘル・アコスタ
アンヘル・アコスタ（Ángel Acosta Gómez、1990年10月18日 - ）は、プエルトリコのプロボクサー。サンフアン出身。元WBO世界ライトフライ級王者。
妻は元IBF女子世界フライ級王者アレリー・ムシーニョ。

## 来歴

### アマチュア時代
サンフアンの貧困街バリオ・オブレロ地区で生まれ、9歳で兄の影響でボクシングを始めた。
2010年7月23日から同月31日まで地元マヤグエスで行われた中央アメリカ・カリブ海競技大会にライトフライ級に出場、金メダルを獲得した。
2012年、ロンドンオリンピック出場を懸けたアメリカン・ボクシング・オリンピック予選に出場したが出場を逃してプロに転向した。

### プロ時代
2012年11月12日、カグアスのコリセオ・ロジャー・M・メンドーサでアレクシス・ディアスとフライ級4回戦を行い、3回2分36秒TKO勝ちを収めデビュー戦を白星で飾った。
2017年2月11日、カグアスのコリセオ・ロジャー・M・メンドーサでWBO世界ライトフライ級1位のジェフェ・ウトニとWBO世界同級挑戦者決定戦を行い、10回1分1秒TKO勝ちを収め田中恒成への挑戦権を獲得した。
2017年5月20日、名古屋市のテバオーシャンアリーナにてWBO世界ライトフライ級王者田中恒成とWBO世界同級タイトルマッチを行うも、プロ初黒星となる12回0-3（110-117×2、111-116）の判定負けを喫し王座獲得に失敗した。
2017年12月2日、ニューヨークのマディソン・スクエア・ガーデンにて田中恒成の王座返上に伴いWBO世界ライトフライ級4位のファン・アレホとWBO世界同級王座決定戦を行い（当初は田中の眼窩底骨折の戦線離脱に伴う暫定王座決定戦が予定されていたが、前日の1日に王座決定戦に変更した上で行われた）、10回1分33秒TKO勝ちを収め王座を獲得した。
2018年6月16日、サンファンのホセ・ミゲル・アグレロット・コロシアムにてWBO世界ライトフライ級11位のカルロス・ブイトラゴとWBO世界同級タイトルマッチを行い、12回1分43秒TKO勝ちを収め初防衛に成功した。
2018年10月13日、ラスベガスのザ・ジョイントにてWBO世界ライトフライ級11位で元WBC世界ミニマム級シルバーユース王者のアブラハム・ロドリゲスとWBO世界ライトフライ級タイトルマッチを行い、2回1分2秒KO勝ちを収め2度目の防衛に成功した。
2019年3月30日、ファンタジー・スプリングス・リゾート・カジノ内スペシャル・イベント・センターにて元WBC世界ライトフライ級王者でWBO世界同級7位のガニガン・ロペスとWBO世界同級タイトルマッチを行い、8回1分55秒KO勝ちを収め3度目の防衛に成功した。
2019年6月21日、ファンタジー・スプリングス・リゾート・カジノ内スペシャル・イベント・センターにてWBO世界ライトフライ級14位エルウィン・ソトとWBO世界同級タイトルマッチを行うも、12回22秒KO負けを喫し4度目の防衛に失敗、王座から陥落した。
2021年9月10日、アリゾナ州ツーソンにてWBO世界フライ級王者の中谷潤人とWBO世界同級タイトルマッチを行うも、4回32秒TKO負けを喫し王座獲得に失敗した。
2023年4月6日、アンジェリーノ・コルドバと対戦し、10回判定負けを喫した。
2024年7月6日、空位のWBCシルバー・フライ級王座決定戦でリカルド・サンドバルと対戦し、10回KO負けで王座獲得に失敗した。

## 獲得タイトル
- FECARBOXライトフライ級王座
- WBOラテンアメリカライトフライ級王座
- WBO世界ライトフライ級王座（防衛3）